# Курская дуга (трасса)
Трасса «Курская дуга» — временная кольцевая гоночная трасса в центре города Курска для проведения этапов гонок RTCC в период 2008—2011.
Трасса проходила по улицам Александра Невского, Сонина, Ленина, Урицкого, Дзержинского.
Для зрителей создавались специальные условия, в частности устанавливались сидячие трибуны, большие экраны — для показа прямой трансляции гонки. В зрительской зоне на Красной площади проходили различные конкурсы и аттракционы. Во время дебюта в 2008 году горожанами было раскуплено 10 тысяч билетов. Но уже через год интерес к событию значительно ослаб.

## Спортивные мероприятия
- 20.07.2008 2-й этап RTCC Российская туринговая гоночная серия
- 19.07.2009 2-й этап RTCC Российская туринговая гоночная серия
- 20.06.2010 1-й этап RTCC Российская туринговая гоночная серия
- 05.06.2011 2-й этап RTCC Российская Туринговая гоночная серия